# 동양교통 (경남)
동양교통(東洋交通)은 경상남도 창원시 성산구 불모산로48번길 5(성주동)에 위치한 창원시의 시내버스 운수업체이다.

## 연혁
- 1977년 4월 25일: 회사 설립

## 운행 노선

### 간선버스
- ● 109번 : 경남대학교 ~ 남산터미널
- ● 113번 : 평성종점 ~ 대방동종점
- ● 151번 : 창원터미널 ~ 행암입구
- ● 5000번 : 월영아파트 ~ 불모산종점

### 지선버스
- ● 14번 : 대방동성아파트 ~ 명촌
- ● 17번 : 불모산종점 ~ 북면종점
- ● 19번 : 소계종점 ~ STX칸1차아파트후문
- ● 20번 : 경남대학교 ~ 북면종점
- ● 30번 : 대방동성아파트 ~ 북면종점
- ● 34번 : 대방동성아파트 ~ 무점종점
- ● 35번 : 대방동성아파트 ~ 신용삼거리
- ● 40번 : 경남대학교 ~ 북모산마을
- ● 41번 : 경남대학교 ~ 본포마을회관
- ● 44번 : 경남대학교 ~ 무점종점
- ● 213번 : 불모산종점 ~ 소계종점
- ● 216번 : 불모산종점 ~ 석교마을
- ● 219번 : 정우상가 ~ 창원시립상복공원
- ● 220번 : 창원중앙역 → 남양초등학교 → 도청사거리 → 창원중앙역
- ● 221번 : 창원중앙역 → 도청사거리 → 사림동 → 창원중앙역
- ● 222번 : 창원중앙역 → 창원대학교 → 정우상가 → 창원중앙역
- ● 224번 : 창원터미널 → 명서초교  → 봉곡동상가입구 → 창원터미널
- ● 225번 : 대방동성아파트 → 성주프리빌리지아파트 → 삼정자중학교 → 대방동종점

### 직행좌석버스
- ● 740번 : 경남대학교 ~ 대방동종점
- ● 770번 : 창원대학교 ~ 장유고등학교
- ● 3001번 : 대방동종점 ~ STX칸1차아파트후문

## 보유 차종

#### 자일대우버스
- 자일대우 NEW BS090
- 자일대우 NEW BS106

#### 현대자동차
- 현대 카운티 뉴 브리즈
- 현대 뉴 슈퍼 에어로시티
- 현대 저상 뉴 슈퍼 에어로시티
- 현대 일렉시티

#### 황해버스/범한자동차
- 황해버스 E-SKY
- 범한자동차 E-STAR

## 같이 보기
- 진해여객
- 창원버스
- 대운교통